# サターン若手俳優賞
サターン若手俳優賞（サターンわかてはいゆうしょう）は、サターン賞の部門の一つ。第12回（1984年度）より新設された。日本では子役賞と書かれることもある。

## 映画

### 1980年代
- 1984年度（第12回）：ノア・ハザウェイ 『ネバーエンディング・ストーリー』
- 1985年度（第13回）：バレット・オリバー 『ダリル』
- 1986年度（第14回）：キャリー・ヘン 『エイリアン2』
- 1987年度（第15回）：カーク・キャメロン 『ハモンド家の秘密』
- 1988年度（第16回）：フレッド・サベージ 『バイス・バーサ/ボクとパパの大逆転』
- 1989・90年度（第17回）：アダン・ホドロフスキー 『サンタ・サングレ/聖なる血』

### 1990年代
- 1991年度（第18回）：エドワード・ファーロング 『ターミネーター2』
- 1992年度（第19回）：スコット・ウェイグナー 『アラジン』
- 1993年度（第20回）：イライジャ・ウッド 『危険な遊び』
- 1994年度（第21回）：キルスティン・ダンスト 『インタビュー・ウィズ・ヴァンパイア』
- 1995年度（第22回）：クリスティーナ・リッチ 『キャスパー』
- 1996年度（第23回）：ルーカス・ブラック 『スリング・ブレイド』
- 1997年度（第24回）：ジェナ・マローン 『コンタクト』
- 1998年度（第25回）：トビー・マグワイア 『カラー・オブ・ハート』
- 1999年度（第26回）：ハーレイ・ジョエル・オスメント 『シックス・センス』

### 2000年代
- 2000年度（第27回）：デヴォン・サワ 『ファイナル・デスティネーション』
- 2001年度（第28回）：ハーレイ・ジョエル・オスメント 『A.I.』
- 2002年度（第29回）：タイラー・ホークリン 『ロード・トゥ・パーディション』
- 2003年度（第30回）：ジェレミー・サンプター 『ピーター・パン』
- 2004年度（第31回）：エミー・ロッサム 『オペラ座の怪人』
- 2005年度（第32回）：ダコタ・ファニング 『宇宙戦争』
- 2006年度（第33回）：イヴァナ・バケロ 『パンズ・ラビリンス』
- 2007年度（第34回）：フレディ・ハイモア 『奇跡のシンフォニー』
- 2008年度（第35回）：ジェイデン・スミス 『地球が静止する日』
- 2009年度（第36回）：シアーシャ・ローナン 『ラブリーボーン』

### 2010年代
- 2010年度（第37回）：クロエ・グレース・モレッツ 『モールス』
- 2011年度（第38回）：ジョエル・コートニー 『SUPER8/スーパーエイト』
- 2012年度（第39回）：スラージ・シャルマ 『ライフ・オブ・パイ/トラと漂流した227日』
- 2013年度（第40回）：クロエ・グレース・モレッツ 『キャリー』
- 2014年度（第41回）：マッケンジー・フォイ 『インターステラー』
- 2015年度（第42回）：タイ・シンプキンス 『ジュラシック・ワールド』
- 2016年度（第43回）：トム・ホランド 『シビル・ウォー/キャプテン・アメリカ』
- 2017年度（第44回）：トム・ホランド 『スパイダーマン:ホームカミング』
- 2018年/2019年度（第45回）：トム・ホランド 『スパイダーマン:ファー・フロム・ホーム』
- 2019年/2020年度（第46回）：カイリー・カラン（英語版） 『ドクター・スリープ』

### 2020年代
- 2021年/2022年度（第50回）：フィン・ウルフハード 『ゴーストバスターズ/アフターライフ』
- 2022年/2023年度（第51回）：ショロ・マリデュエニャ 『ブルービートル』
- 2023年/2024年度（第52回）：ジェナ・オルテガ 『ビートルジュース ビートルジュース』

## テレビドラマ

### 2010年代
- 2014年度（第41回）：メイジー・ウィリアムズ 『ゲーム・オブ・スローンズ』
- 2015年度（第42回）：チャンドラー・リッグス 『ウォーキング・デッド』
- 2016年度（第43回）：ミリー・ボビー・ブラウン 『ストレンジャー・シングス 未知の世界』
- 2017年度（第44回）：チャンドラー・リッグス 『ウォーキング・デッド』
- 2018年/2019年度（第45回）：メイジー・ウィリアムズ 『ゲーム・オブ・スローンズ』
- 2019年/2020年度（第46回）：Brec Bassinger 『Stargirl』

### 2020年代
- 2021年/2022年度（第50回）
  - Network/cable：Brec Bassinger 『Stargirl』
  - Streaming：イマン・ヴェラーニ 『ミズ・マーベル』
- 2022年/2023年度（第51回）：ジェナ・オルテガ 『ウェンズデー』
- 2023年/2024年度（第52回）：ショロ・マリデュエニャ 『コブラ会』